# Saison 1958 de la Ligue canadienne de football
Chronologie
Saison précédente Saison suivante
1958 est la première saison de la Ligue canadienne de football et la 75e saison depuis la fondation de la Canadian Rugby Football Union en 1884.

## Événements
En janvier 1958, lors d'une rencontre tenue à l'hôtel Royal Alexandra de Winnipeg, le Conseil du football canadien (CFC) est aboli et remplacé par une nouvelle entité, la Ligue canadienne de football (LCF). Cette nouvelle ligue est complètement indépendante du Canadian Rugby Union, qui avait jusqu'alors encore juridiction sur les licences des joueurs ainsi que sur l'adoption et l'interprétation des règlements. De plus, la LCF détient un plus grand contrôle sur la coupe Grey. Par contre ses deux composantes, l'IRFU et la WIFU, gardent leur nom et ne jouent pas de calendrier régulier commun. G. Sydney Halter, de Winnipeg, est le premier commissaire de la nouvelle ligue.

## Classements
| Clt   | Équipe                 | PJ | V  | D  | N | BP  | BC  | Pts |
| ----- | ---------------------- | -- | -- | -- | - | --- | --- | --- |
| +001, | Tiger-Cats de Hamilton | 14 | 10 | 3  | 1 | 291 | 235 | 21  |
| +002, | Alouettes de Montréal  | 14 | 7  | 6  | 1 | 265 | 269 | 15  |
| +003, | Rough Riders d'Ottawa  | 14 | 6  | 8  | 0 | 233 | 243 | 12  |
| +004, | Argonauts de Toronto   | 14 | 4  | 10 | 0 | 266 | 308 | 8   |

| Clt   | Équipe                           | PJ | V  | D  | N | BP  | BC  | Pts |
| ----- | -------------------------------- | -- | -- | -- | - | --- | --- | --- |
| +001, | Blue Bombers de Winnipeg         | 16 | 13 | 3  | 0 | 361 | 182 | 26  |
| +002, | Eskimos d'Edmonton               | 16 | 9  | 6  | 1 | 312 | 292 | 19  |
| +003, | Roughriders de la Saskatchewan   | 16 | 7  | 7  | 2 | 320 | 324 | 16  |
| +004, | Stampeders de Calgary            | 16 | 6  | 9  | 1 | 314 | 312 | 13  |
| +005, | Lions de la Colombie-Britannique | 16 | 3  | 13 | 0 | 202 | 399 | 6   |

## Séries éliminatoires

### Demi-finale de la WIFU
- 8 novembre : Eskimos d'Edmonton 27 - Roughriders de la Saskatchewan 11
- 11 novembre : Roughriders de la Saskatchewan 1 - Eskimos d'Edmonton 31

Edmonton remporte la série 58 à 12.

### Finale de la WIFU
- 15 novembre : Blue Bombers de Winnipeg 30 - Eskimos d'Edmonton 7
- 19 novembre : Eskimos d'Edmonton 30 - Blue Bombers de Winnipeg 7
- 22 novembre : Eskimos d'Edmonton 7 - Blue Bombers de Winnipeg 23

Winnipeg gagne la série au meilleur de trois matchs 2 à 1 et passe au match de la coupe Grey.

### Demi-finale de la IRFU
- 12 novembre : Rough Riders d'Ottawa 26 - Alouettes de Montréal 12

### Finale de la IRFU
- 15 novembre : Tiger-Cats de Hamilton 35 - Rough Riders d'Ottawa 7
- 22 novembre : Rough Riders d'Ottawa 7 - Tiger-Cats de Hamilton 19

Hamilton remporte la série 54 à 14 et passe au match de la coupe Grey.

### 46ecoupe Grey
- 29 novembre : Les Blue Bombers de Winnipeg gagnent 32-7 contre les Tiger-Cats de Hamilton au stade de l'Empire à Vancouver (Colombie-Britannique).

## Honneurs individuels
- Trophée Schenley du meilleur joueur : Jackie Parker (en) (QA), Eskimos d'Edmonton
- Trophée Schenley du meilleur joueur de ligne : Don Luzzi (en) (BL), Stampeders de Calgary
- Trophée Schenley du meilleur Canadien : Ron Howell (en) (demi), Tiger-Cats de Hamilton
- Trophée Jeff-Russel (courage, habileté, jeu propre et esprit sportif dans l'IRFU) : Sam Etcheverry (QA), Alouettes de Montréal